# Байряка
Байряка (тат. Бәйрәкә) — село в Ютазинском районе Татарстана. Административный центр и единственный населённый пункт Байрякинского сельского поселения.

## Этимология
Топоним произошёл от гидронима «Бәйрәкә» (Байряка).

## География
Находится в верховье реки Байряки, в 23 км к северо-западу от посёлка городского типа Уруссу.

## История
Основано не позднее XVII века. В XVIII — первой половине XIX века жители относились к категории государственных крестьян. Занимались земледелием, разведением скота, пчеловодством, торговлей.
В «Списке населенных мест по сведениям 1859 года», изданном в 1864 году, населённый пункт упомянут как казённая и башкирская деревня Байряки 4-го стана Бугульминского уезда Самарской губернии. Располагалась при безымянном ключе, по левую сторону почтового тракта из Бугульмы в Уфу, в 40 верстах от уездного города Бугульмы и в 30 верстах от становой квартиры в казённом селе Ефановка (Крым-Сарай, Орловка, Хуторское). В деревне в 376 дворах жили 2528 человек (1247 мужчин и 1281 женщина). Были 3 мечети.
По сведениям переписи 1897 года, в деревне Байряки (Новое Урманаево) Бугульминского уезда Самарской губернии жили 3957 человек (2037 мужчин и 1920 женщин), все мусульмане.
Медресе "Губайдия" при 3-й соборной мечети к концу XIX века представляло собой одно из наиболее почитаемых и крупных учебных заведений в Самарской губернии. В начале XX века в селе функционировали 5 мечетей, 5 водяных мельниц, крупообдирка; по четвергам проходил базар. В 1906 году Байряка стало местом крупного выступления крестьян (Байрякинское восстание 17.07.1906; Байрякинское общество мусульман-прогрессистов). В этот период земельный надел сельской общины составлял 6910 десятин. До 1920 года село входило в Чеканскую волость Бугульминского уезда Самарской губернии. С 1920 года в составе Бугульминского кантона ТАССР. С 10.08.1930 в Тумутукском, с 30.10.1931 в Азнакаевском, с 10.02.1935 в Ютазинском, с 01.02.1963 в Бугульминском, с 12.01.1965 в Бавлинском, с 06.04.1991 в Ютазинском районах.

## Население
| 1795 | 1859 | 1886 | 1897 | 1922 | 1926 | 1938 | 1949 | 1958 | 1970 | 1979 | 1989 | 2000 | 2002 | 2010 |
| ---- | ---- | ---- | ---- | ---- | ---- | ---- | ---- | ---- | ---- | ---- | ---- | ---- | ---- | ---- |
| 806  | 2528 | 2565 | 3957 | 4334 | 3719 | 2387 | 1783 | 2009 | 2159 | 1937 | 1510 | 1557 | 1507 | 1340 |

| 2012 | 2013  | 2014  | 2015  | 2016  | 2017  |
| ---- | ----- | ----- | ----- | ----- | ----- |
| 1294 | ↘1291 | ↘1249 | ↘1234 | ↘1202 | ↘1178 |

Национальный состав села — татары.

## Экономика
Полеводство, мясо-молочное скотоводство, овцеводство; предприятия сельхозтехники и сельхозхимии.

## Инфраструктура
Средняя школа, детский сад, дом культуры, врачебная амбулатория, библиотека, отделение почтовой связи, отделение Сбербанка, 4 магазина.

## Религия
Мечеть.

## Достопримечательности
К достопримечательностям Байряки относятся здание 5-й соборной мечети, комплекс зданий медресе "Губайдия" — архитектурные памятники конца XIX — начала XX века. На кладбище села сохранились надгробные плиты XVII— XIX веков.